# Virginia Fonseca
Virginia Pimenta da Fonseca Serrão (Danbury, 6 de abril de 1999) mais conhecida como Virginia Fonseca ou simplesmente Virginia, é uma apresentadora, empresária e influenciadora digital brasilo-norte-americana.

## Biografia
Virginia nasceu na cidade de Danbury, Connecticut, Estados Unidos, em 6 de abril de 1999; é filha da brasileira Maria Margareth Pimenta Serrão e do luso-americano Mário Constantino Serrão. Quando tinha 3 anos se mudou para Governador Valadares, Minas Gerais, cidade natal de sua mãe, onde viveu até os 18 anos.
Com 16 anos, mudou-se com a família para Portugal, onde viveu por um ano, voltando, assim, para Governador Valadares. Com 18 anos, por motivos profissionais, mudou-se para Londrina, Paraná. Em 2020, mudou-se para Goiânia, onde viveu com a família. Em 2025, após a separação com Zé Felipe, Virginia se mudou para São Paulo.

## Carreira

### 2016–2020: Início de carreira
Em 2016, aos dezessete anos, Virginia começou a gravar seus primeiros vídeos no YouTube. No seu terceiro vídeo, em que apresentou sua playlist de funk, alcançou mais de 100 mil inscritos no canal. No ano seguinte, aos 18, retornou ao Brasil e virou DJ, chegando a tocar em algumas festas; mas a carreira não foi para a frente e ela foi, então, convidada para gravar vídeos com o youtuber Pedro Rezende.
Com a fama que Rezende já tinha, a influenciadora alcançou mais visibilidade, ela também entrou para a agência do influenciador, chamada ADR. Os dois também tiveram um relacionamento, o que aumentou todos os números de suas redes sociais, uma vez que participava com frequência de desafios e brincadeiras com ele.
Em 2020 Virgínia terminou e rompeu com Rezende, tendo que pagar uma multa de 2 milhões de reais à agência ADR, por quebra de contrato. No mesmo ano, após assumir seu relacionamento com Zé Felipe, virou sua garota-propaganda e dançarina, participando de vários videoclipes, divulgando, dançando e fazendo coreografias com as músicas do cantor; também ganhou mais seguidores e notoriedade com a relação.

### 2021–2023: Notoriedade eWePink
Em 2021, com o anúncio de sua primeira gravidez, o engajamento de Virgínia aumentou ainda mais, tendo sido acusada de engravidar por fama e dinheiro. No mesmo ano fez participação na música "Tranquilita", do seu marido Zé Felipe, porém revelou que não pretende seguir na carreira de cantora. Com o nascimento de primogênita, seus stories chegaram a bater 10 milhões.
Também em 2021, abriu três empresas, a agência de publicidade e marketing Talismã Digital, a marca de skin care e produtos de beleza WePink e a clínica de estética SK Aesthetic, que foi vendida no ano seguinte. Em 2022, com o engajamento com o nascimento de sua segunda filha, lançou a Maria's Baby by Virginia Fonseca.
Em 2023, Virginia foi anunciada como nova contratada do SBT.

### 2024:Sabadou com Virginia
Em 6 de abril de 2024, no seu aniversário de 25 anos, Virgínia estreou na televisão com seu programa Sabadou com Virgínia. Na estreia o programa conquistou o segundo lugar no Ibope e foi o programa mais visto de toda a grade do SBT.

## Imagem pública

### Fortuna
Segundo a revista Forbes, sua marca faturou em torno de R$ 10 milhões em outubro de 2021, um mês após o lançamento. Sua empresa havia vendido mais de 110 mil frascos de perfumes em março de 2023, segundo o jornal O Globo, e atingindo R$ 17 milhões três meses após o lançamento. Virginia já declarou que recebe mais de R$ 500 mil por mês, ou seja, R$ 6 milhões por ano. A empresa WePink atingiu o faturamento de R$ 168,5 milhões em 2022.

## Controvérsias

### Maquiagem
Em março de 2023, uma base lançada por Virginia, a WePink Beauty, foi duramente criticada por propaganda falsa. Durante sua divulgação, ela afirmou que a maquiagem possuía "qualidade de importados" e era "dermomake". "A nossa base cuida da pele, esse é o diferencial", afirmou. Um vídeo gravado pela também influenciadora Karen Bachini revelou que o produto foi registrado na Agência Nacional de Vigilância Sanitária (Anvisa) como grau 1, ou seja, não é capaz de cuidar da pele pois possui uma quantidade mínima de vitamina E, ácido hialurônico e niacinamida, prometidos por Virginia.
O produto foi criticado por deixar a pele seca, dando destaque nas linhas de expressão e poros no nariz, não ser resistente durante testes com água e, em alguns casos, causar vermelhidão. O marketing também foi citado por diversos influenciadores que apontaram uma tentativa de desvalorização de produtos nacionais para promover a marca. O preço inicial de R$ 199, também criticado, foi posteriormente alterado e a base tornou-se um brinde na compra de qualquer perfume; sua base foi ainda mais popularizada após o youtuber Felca fazer um vídeo sobre.
Após essa controvérsia, diversos outros casos repercutiram nas redes sociais. Virginia foi acusada de promover uma marca que usava nomes e imagens falsas para divulgação, realizar um curso no valor de R$ 930 que não cumpria com sua proposta e cobrar para tirar fotos com fãs, que ela já havia negado anteriormente.
Em março de 2025, o Splash UOL divulgou um levantamento apontando que a WePink se tornou a sexta empresa com mais reclamações dos usuários no Reclame Aqui, ultrapassando bancos e empresas de telefonia. 70 mil reclamações em seis meses colocaram a WePink nessa posição.

### Plágio e golpe de produtos
Em outubro de 2022, Virgínia abriu uma nova empresa de produtos de higiene para bebês chamada Maria's Baby by Virginia Fonseca. Após a divulgação dos produtos foi acusada de plagiar o nome, a identidade visual e até as embalagens da marca Kylie Baby by Kylie Jenner, da empresária norte-americana Kylie Jenner.
Em 2023, a empresária fez uma coleção de óculos escuros com a marca By IK, porém os consumidores começaram a relatar que não tinham recebido o produto.

### Maternidade
Em abril de 2023, um vídeo de Maria Alice, filha mais velha de Virginia e Zé Felipe, repercutiu nas redes sociais. Nele, a filha do casal "foge" do colo da mãe para ficar com sua babá durante vacinação. O caso tornou-se um dos principais assuntos do Twitter e foi comentado por diversos internautas, inclusive o jornalista Evaristo Costa, que escreveu "mãe é quem cria".
O marido de Fonseca, Zé, gravou um vídeo em resposta usando palavras de baixo calão contra o jornalista, que se desculpou pela publicação. O vídeo fez com que diversos outras controvérsias fossem relembradas, incluindo uma campanha publicitária com a outra bebê do casal com apenas 7 dias, fim da amamentação, uso de babás durante viagem aos Estados Unidos, entre outras.
Posteriormente, Zé Felipe publicou um rap em suas redes sociais atacando novamente Evaristo. A canção, segundo o próprio cantor, foi feita rapidamente e recebeu recepção negativa. Em resposta, o jornalista publicou canções notórias, incluindo Eminem, 50 Cent e Jay-Z, em sua rede social.

### CPI das Bets

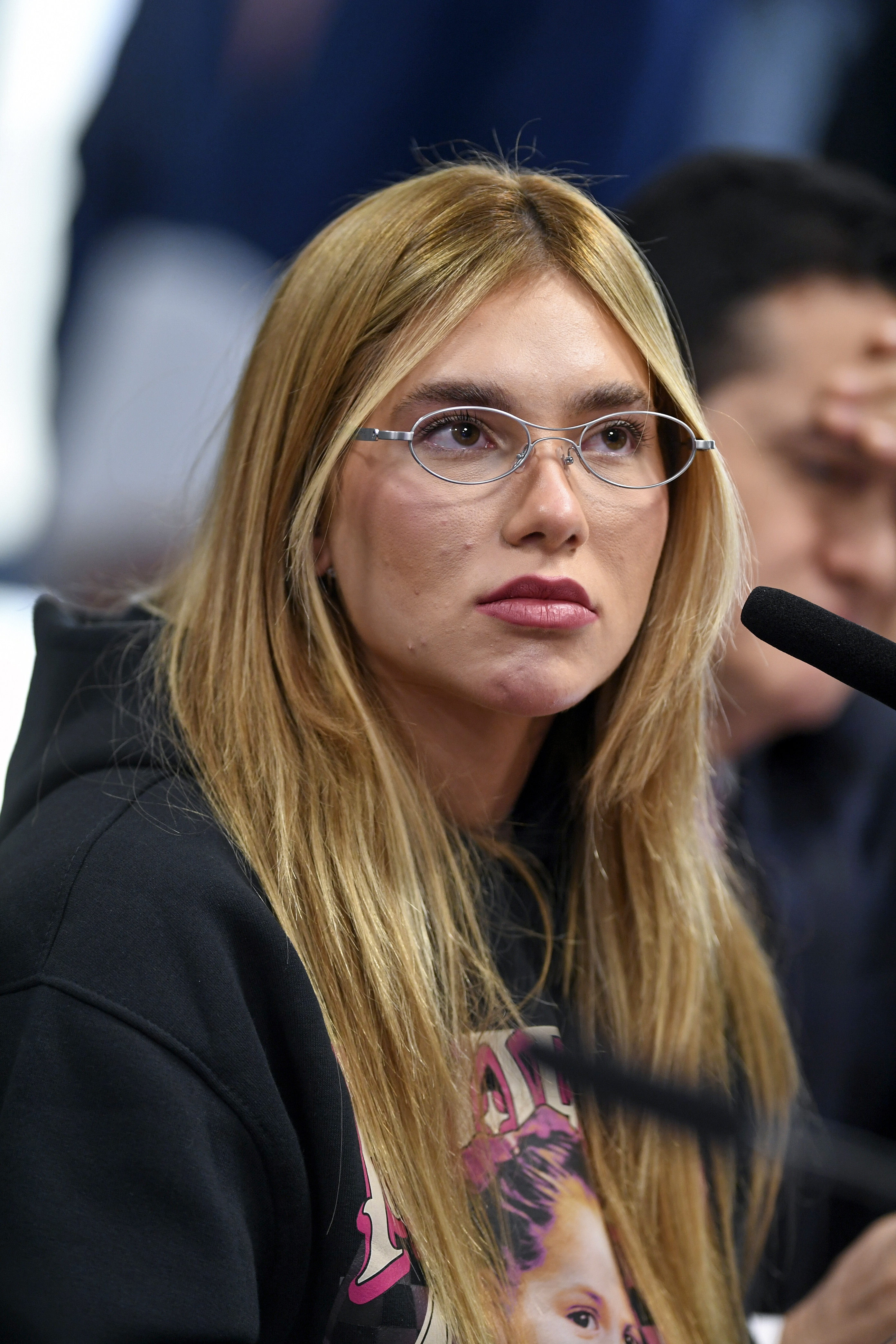
Virginia Fonseca na CPI das bets, no Senado Federal, em maio de 2025.

Em 13 de maio de 2025, Virginia prestou depoimento em uma comissão parlamentar de inquérito sobre seu suposto super lucro obtido por fazer propaganda de bets, como são conhecidas as plataformas de jogos de azar eletrônicos, lucro este que supostamente seria obtido em função do prejuízo dos apostadores.
Durante a CPI, Virginia foi criticada nas redes sociais e pela imprensa por seu comportamento, sendo acusada de não levar a comissão a sério e agir como uma adolescente. A influenciadora foi vestida com um moletom preto, estampado com o rosto de uma de suas filhas, confundiu o microfone com o canudo de seu copo e tirou uma selfie com o senador Cleitinho Azevedo (Republicanos-MG).
Durante a sessão foi duramente criticada por conta de sua falta de decoro, pelo uso de trajes fora do padrão exigido pelo Senado Federal do Brasil, pela inconsistência nas argumentações, e a utilização de itens de suas marcas como forma de propaganda durante a sessão.

## Vida pessoal
Virgínia Fonseca é uma brasileira com nacionalidade norte-americana de ascendência portuguesa e revelou que, mesmo tendo nacionalidade norte-americana, não tem conhecimento da língua inglesa e que nunca voltou a morar em seu país natal desde que se mudou para o Brasil.
De 2018 a 2020, namorou o youtuber Rezende.
Em 27 de junho de 2020, Virgínia iniciou um relacionamento com o cantor Zé Felipe. Em 26 de março de 2021, eles se casaram em uma cerimônia íntima em casa. Com ele, teve três filhos, Maria Alice, nascida em 30 de maio de 2021; Maria Flor, nascida em 22 de outubro de 2022; e José Leonardo, nascido em 8 de setembro de 2024. Eles se separaram em 2025.

## Filmografia

### Televisão
| Ano           | Título               | Papel         | Notas  |
| ------------- | -------------------- | ------------- | ------ |
| 2021          | Pimpa Meu Insta      | Apresentadora |        |
| 2023–presente | Teleton              | Apresentadora | [ 68 ] |
| 2024–presente | Sabadou com Virginia | Apresentadora | [ 69 ] |

### Internet
| Ano           | Título           | Papel     | Notas   | Ref.          |
| ------------- | ---------------- | --------- | ------- | ------------- |
| 2016–presente | Virgínia Fonseca | Ela mesma | YouTube | [ 70 ] [ 71 ] |
| 2018–2020     | rezendeevil      | Ela mesma | YouTube | [ 72 ]        |

### Videoclipes
| Ano  | Título                | Artista                          | Ref.                 |
| ---- | --------------------- | -------------------------------- | -------------------- |
| 2020 | "Virgínia"            | Zé Felipe                        | [ 73 ]               |
| 2020 | "Só Tem Eu"           | Zé Felipe                        | [ 74 ]               |
| 2021 | "Toma Toma Vapo Vapo" | Zé Felipe e MC Danny             | [ 75 ]               |
| 2021 | "Bandido"             | Zé Felipe e MC Mari              | [ 76 ]               |
| 2021 | "Tranquilita"         | Zé Felipe e Virginia Fonseca     | [ 77 ] [ 78 ] [ 79 ] |
| 2022 | "Malvada"             | Zé Felipe                        | [ 80 ]               |
| 2022 | "Onde Anda"           | Calema e Zé Felipe               | [ 81 ]               |
| 2022 | "50 Cópias"           | Zé Felipe                        | [ 82 ]               |
| 2023 | "Facilita Aí"         | Zé Felipe                        | [ 83 ]               |
| 2023 | "Marrento"            | Zé Felipe                        | [ 84 ]               |
| 2023 | "Summer"              | Zé Felipe                        | [ 85 ]               |
| 2023 | "Vai Magrin"          | Zé Felipe e MC Rica              | [ 85 ]               |
| 2023 | "Vacilão"             | Igow, Zé Felipe e Wesley Safadão | [ 86 ]               |

### Teatro
| Ano  | Título             | Papel     | Ref.          |
| ---- | ------------------ | --------- | ------------- |
| 2019 | O mundo do Rezende | Ela mesma | [ 87 ] [ 88 ] |

## Prêmios e indicações
| Ano  | Prêmio                  | Categoria                                | Indicação                                  | Resultado | Ref.                 |
| ---- | ----------------------- | ---------------------------------------- | ------------------------------------------ | --------- | -------------------- |
| 2019 | Prêmio Jovem Brasileiro | Revelação Digital                        | Virginia Fonseca                           | Indicada  | [ 89 ]               |
| 2020 | Prêmio Jovem Brasileiro | Melhor Tiktoker                          | Virginia Fonseca                           | Indicada  | [ 90 ] [ 91 ] [ 90 ] |
| 2020 | Prêmio Jovem Brasileiro | Melhor Influencer Fitness                | Virginia Fonseca                           | Indicada  | [ 90 ] [ 91 ] [ 90 ] |
| 2020 | Prêmio Contigo! Online  | Casal do ano                             | Virginia Fonseca e Zé Felipe               | Indicada  | [ 92 ] [ 93 ]        |
| 2021 | Prêmio iBest            | Tiktoker do Ano (voto da academia iBest) | Virginia Fonseca                           | Venceu    | [ 94 ]               |
| 2021 | Prêmio iBest            | Tiktoker do Ano (voto popular)           | Virginia Fonseca                           | TOP3      | [ 94 ]               |
| 2021 | Prêmio iBest            | Comportamento e Família (voto popular)   | Virginia Fonseca                           | Indicada  | [ 94 ]               |
| 2021 | Meus Prêmios Nick       | Challenger do Ano                        | Virginia Fonseca                           | Indicada  | [ 95 ]               |
| 2021 | Meus Prêmios Nick       | Ship do Ano                              | Zé Felipe e Virginia                       | Indicada  | [ 95 ]               |
| 2021 | Prêmio Área Vip         | Melhor Influencer                        | Virginia Fonseca                           | Indicada  | [ 96 ]               |
| 2021 | Prêmio Área Vip         | Fofura do Ano                            | Maria                                      | Indicada  | [ 96 ]               |
| 2021 | Prêmio Jovem Brasileiro | Melhor Tiktoker                          | Virginia Fonseca                           | Indicada  | [ 97 ]               |
| 2021 | Prêmio Jovem Brasileiro | Youtuber do Ano                          | Virginia Fonseca                           | Indicada  | [ 97 ]               |
| 2021 | Prêmio Jovem Brasileiro | Rainha do Instagram                      | Virginia Fonseca                           | Indicada  | [ 97 ]               |
| 2021 | Prêmio Jovem Brasileiro | Canal Favorito                           | Virginia Fonseca                           | Indicada  | [ 97 ]               |
| 2021 | Prêmio Jovem Brasileiro | Eu Shippo                                | Zé Felipe e Virginia                       | Indicada  | [ 97 ]               |
| 2021 | Troféu Internet         | Revelação do Ano                         | Virginia Fonseca                           | Indicada  | [ 98 ]               |
| 2021 | TikTok Awards           | Musa das Trends                          | Virginia Fonseca                           | Venceu    | [ 99 ] [ 100 ]       |
| 2021 | MTV Miaw                | Ícone MIAW                               | Virginia Fonseca                           | Indicada  | [ 101 ]              |
| 2021 | MTV Miaw                | Hitou no Passinho                        | Virginia Fonseca                           | Venceu    | [ 102 ]              |
| 2021 | MTV Miaw                | Feat. Nacional                           | Zé Felipe e Virginia Fonseca               | Venceu    | [ 103 ]              |
| 2021 | MTV Miaw                | #EuShippo                                | Zé Felipe e Virginia Fonseca               | Indicada  | [ 104 ]              |
| 2021 | Prêmio Contigo! Online  | Casal do ano                             | Zé Felipe e Virginia Fonseca               | Venceu    | [ 105 ]              |
| 2021 | Prêmio Contigo! Online  | Melhor Influenciador                     | Virginia Fonseca                           | Indicada  | [ 106 ]              |
| 2022 | Prêmio iBest            | Comportamento e Família (voto popular)   | Virginia Fonseca                           | TOP3      | [ 107 ]              |
| 2022 | Prêmio iBest            | Instagrammer do Ano (voto popular)       | Virginia Fonseca                           | TOP3      | [ 107 ]              |
| 2022 | Prêmio iBest            | Tiktoker do Ano (voto popular)           | Virginia Fonseca                           | TOP3      | [ 107 ]              |
| 2022 | Prêmio iBest            | Tiktoker do Ano (voto academia iBest)    | Virginia Fonseca                           | TOP3      | [ 107 ]              |
| 2022 | Prêmio iBest            | Creator do Ano (voto popular)            | Virginia Fonseca                           | Indicada  | [ 107 ]              |
| 2022 | Prêmio iBest            | Podcast (voto popular)                   | PodCats (Camila Loures e Virginia Fonseca) | TOP3      | [ 107 ]              |
| 2022 | Prêmio iBest            | Fandom Brasil (voto popular)             | Virginia Fonseca                           | Indicada  | [ 107 ]              |
| 2022 | Prêmio Área Vip         | Melhor Influencer                        | Virginia Fonseca                           | Indicada  | [ 108 ]              |
| 2022 | Prêmio Contigo! Online  | Casal do ano                             | Zé Felipe e Virginia Fonseca               | Venceu    | [ 109 ]              |
| 2022 | Prêmio Contigo! Online  | Melhor Influenciador                     | Virginia Fonseca                           | Indicada  | [ 109 ]              |
| 2022 | MTV Miaw                | Podcast nosso de cada dia                | PodCats (Camila Loures e Virginia Fonseca) | Venceu    | [ 110 ]              |
| 2022 | MTV Miaw                | Hitou No Passinho                        | Virginia Fonseca                           | Venceu    | [ 110 ]              |
| 2022 | MTV Miaw                | Dupla de Milhões                         | Virginia e Zé Felipe                       | Venceu    | [ 110 ]              |
| 2022 | People’s Choice Awards  | Influenciador Brasileiro do Ano          | Virginia Fonseca                           | Venceu    | [ 111 ] [ 112 ]      |
| 2022 | Prêmio Jovem Brasileiro | Rainha do Insta                          | Virginia Fonseca                           | Indicada  | [ 113 ]              |
| 2022 | Prêmio Jovem Brasileiro | Youtuber do Ano                          | Virginia Fonseca                           | Venceu    | [ 113 ]              |
| 2022 | Prêmio Jovem Brasileiro | Eu Shippo                                | Virlipe (Virginia e Zé Felipe)             | Indicada  | [ 113 ]              |
| 2022 | Prêmio Jovem Brasileiro | Meu Podcast Preferido                    | PodCats (Camila Loures e Virginia Fonseca) | Indicada  | [ 113 ]              |
| 2022 | BreakTudoAwards         | Instagrammer do Ano                      | Virginia Fonseca                           | Indicado  | [ 114 ]              |
| 2023 | TikTok Awards           | Surra de Beleza                          | Virginia Fonseca                           | Indicada  |                      |
| 2023 | Prêmio Jovem Brasileiro | Eu Shippo                                | Virginia e Zé Felipe                       | Indicada  | [ 115 ]              |
| 2023 | Prêmio Jovem Brasileiro | Rei/Rainha do Insta                      | Virginia Fonseca                           | Indicada  | [ 115 ]              |